# Teodoro Fernández
Teodoro Oswaldo Fernández Meyzán (San Vicente de Cañete, 20 mai 1913 – Lima, 17 septembre 1996) était un footballeur péruvien, connu sous le nom de « Lolo » Fernández.
Il est considéré comme la première star du football péruvien et l'idole absolue de l'Universitario de Deportes de Lima, club où il a évolué durant toute sa carrière qui a duré 22 ans.
Ses frères, Arturo Fernández et Eduardo Fernández, étaient également footballeurs, le premier participa notamment à la Coupe du monde 1930.

## Biographie

### Carrière en club
Il fait ses débuts officiels avec l'Universitario de Deportes, le 29 novembre 1931, lors d'un match contre le club chilien du Deportes Magallanes où il marque de la tête le seul but de la victoire de son équipe. 
Buteur d'exception, il est sacré à sept reprises meilleur buteur du championnat péruvien (1932, 1933, 1934, 1939, 1940, 1942 et 1945) qu'il remporte six fois en 1934, 1939, 1941, 1945, 1946 et 1949.
Il tire sa révérence le 30 août 1953, lors d'un clásico contre le rival de l'Alianza Lima, en marquant trois buts pour une victoire finale de 4-2.

### Carrière en équipe nationale
Avec 24 buts lors de ses 32 sélections entre 1935 et 1947, il est le quatrième meilleur buteur de l'histoire de l'équipe du Pérou, derrière Paolo Guerrero (38 buts), Jefferson Farfán (27 buts) et Teófilo Cubillas (26 buts). 
En Copa América, il disputa 24 matchs et marqua 15 buts, ce qui fait de lui le troisième meilleur réalisateur de l'histoire de la compétition, derrière Zizinho et Norberto Méndez (17). Il fut d'ailleurs le meilleur buteur (sept buts) de la Copa América 1939 remportée par le Pérou.
Il a également participé à la tournée européenne de l'équipe du Chili-Pérou de football en 1933-1934.

## Statistiques
- Championnat : 180 matchs, 156 buts.
- Équipe du Chili-Pérou de football : 39 matchs, 48 buts[9].
- Équipe du Pérou : 32 matchs, 24 buts[2].
- Total de compétitions officielles : 251 matchs, 228 buts soit 0,91 but par match.

### En sélection nationale
| Saison                | Sélection             | Phases finales        | Phases finales | Phases finales | Matchs amicaux | Matchs amicaux | Total | Total |
| Saison                | Sélection             | Compétition           | M              | B              | M              | B              | M     | B     |
| --------------------- | --------------------- | --------------------- | -------------- | -------------- | -------------- | -------------- | ----- | ----- |
| 1935                  | Pérou                 | Copa América 1935     | 3              | 1              | -              | -              | 3     | 1     |
| 1936                  | Pérou                 | JO 1936               | 2              | 6              | -              | -              | 2     | 6     |
| 1937                  | Pérou                 | Copa América 1937     | 4              | 2              | -              | -              | 4     | 2     |
| 1938                  | Pérou                 | -                     | -              | -              | 3              | 3              | 3     | 3     |
| 1939                  | Pérou                 | Copa América 1939     | 4              | 7              | -              | -              | 4     | 7     |
| 1941                  | Pérou                 | Copa América 1941     | 4              | 3              | 3              | 0              | 7     | 3     |
| 1942                  | Pérou                 | Copa América 1942     | 6              | 2              | -              | -              | 6     | 2     |
| 1947                  | Pérou                 | Copa América 1947     | 3              | 0              | -              | -              | 3     | 0     |
| Total sur la carrière | Total sur la carrière | Total sur la carrière | 26             | 21             | 6              | 3              | 32    | 24    |

### Buts en sélection
| Buts en sélection de Teodoro Fernández | Buts en sélection de Teodoro Fernández | Buts en sélection de Teodoro Fernández            | Buts en sélection de Teodoro Fernández | Buts en sélection de Teodoro Fernández | Buts en sélection de Teodoro Fernández | Buts en sélection de Teodoro Fernández |
|                                        | Date                                   | Lieu                                              | Adversaire                             | Score                                  | Résultat                               | Compétition                            |
| -------------------------------------- | -------------------------------------- | ------------------------------------------------- | -------------------------------------- | -------------------------------------- | -------------------------------------- | -------------------------------------- |
| 1.                                     | 20 janvier 1935                        | Estadio Guadalupe, Lima (Pérou)                   | Argentine                              | 1-0                                    | 1-4                                    | CA 1935                                |
| 2.                                     | 4 août 1936                            | Hertha-Platz, Berlin (Allemagne)                  | Finlande                               | 1-0                                    | 7-3                                    | JO 1936                                |
| 3.                                     | 4 août 1936                            | Hertha-Platz, Berlin (Allemagne)                  | Finlande                               | 3-0                                    | 7-3                                    | JO 1936                                |
| 4.                                     | 4 août 1936                            | Hertha-Platz, Berlin (Allemagne)                  | Finlande                               | 4-1                                    | 7-3                                    | JO 1936                                |
| 5.                                     | 4 août 1936                            | Hertha-Platz, Berlin (Allemagne)                  | Finlande                               | 5-1                                    | 7-3                                    | JO 1936                                |
| 6.                                     | 4 août 1936                            | Hertha-Platz, Berlin (Allemagne)                  | Finlande                               | 7-2                                    | 7-3                                    | JO 1936                                |
| 7.                                     | 8 août 1936                            | Hertha-Platz, Berlin (Allemagne)                  | Autriche                               | 4-2                                    | 4-2 a.p.                               | JO 1936                                |
| 8.                                     | 27 décembre 1936                       | Stade Gasómetro, Buenos Aires (Argentine)         | Brésil                                 | 1-2                                    | 2-3                                    | CA 1937                                |
| 9.                                     | 6 janvier 1937                         | Stade Gasómetro, Buenos Aires (Argentine)         | Uruguay                                | 1-1                                    | 2-4                                    | CA 1937                                |
| 10.                                    | 8 août 1938                            | Ciudad Universitaria de Bogotá, Bogota (Colombie) | Colombie                               | 2-0                                    | 4-2                                    | BOL 1938                               |
| 11.                                    | 14 août 1938                           | Ciudad Universitaria de Bogotá, Bogota (Colombie) | Bolivie                                | 1-0                                    | 3-0                                    | BOL 1938                               |
| 12.                                    | 14 août 1938                           | Ciudad Universitaria de Bogotá, Bogota (Colombie) | Bolivie                                | 3-0                                    | 3-0                                    | BOL 1938                               |
| 13.                                    | 15 janvier 1939                        | Estadio Guadalupe, Lima (Pérou)                   | Équateur                               | 1-0                                    | 5-2                                    | CA 1939                                |
| 14.                                    | 15 janvier 1939                        | Estadio Guadalupe, Lima (Pérou)                   | Équateur                               | 3-0                                    | 5-2                                    | CA 1939                                |
| 15.                                    | 15 janvier 1939                        | Estadio Guadalupe, Lima (Pérou)                   | Équateur                               | 5-1                                    | 5-2                                    | CA 1939                                |
| 16.                                    | 22 janvier 1939                        | Estadio Guadalupe, Lima (Pérou)                   | Chili                                  | 1-0                                    | 3-1                                    | CA 1939                                |
| 17.                                    | 22 janvier 1939                        | Estadio Guadalupe, Lima (Pérou)                   | Chili                                  | 2-1                                    | 3-1                                    | CA 1939                                |
| 18.                                    | 29 janvier 1939                        | Estadio Guadalupe, Lima (Pérou)                   | Paraguay                               | 1-0                                    | 3-0                                    | CA 1939                                |
| 19.                                    | 29 janvier 1939                        | Estadio Guadalupe, Lima (Pérou)                   | Paraguay                               | 2-0                                    | 3-0                                    | CA 1939                                |
| 20.                                    | 23 février 1941                        | Estadio Nacional, Santiago (Chili)                | Équateur                               | 1-0                                    | 4-0                                    | CA 1941                                |
| 21.                                    | 23 février 1941                        | Estadio Nacional, Santiago (Chili)                | Équateur                               | 2-0                                    | 4-0                                    | CA 1941                                |
| 22.                                    | 23 février 1941                        | Estadio Nacional, Santiago (Chili)                | Équateur                               | 4-0                                    | 4-0                                    | CA 1941                                |
| 23.                                    | 21 janvier 1942                        | Estadio Centenario, Montevideo (Uruguay)          | Brésil                                 | 1-2                                    | 1-2                                    | CA 1942                                |
| 24.                                    | 25 janvier 1942                        | Estadio Centenario, Montevideo (Uruguay)          | Argentine                              | 1-1                                    | 1-3                                    | CA 1942                                |

NB : Les scores sont affichés sans tenir compte du sens conventionnel en cas de match à l'extérieur (Pérou-Adversaire).

## Palmarès

### En club
Universitario de Deportes
- Championnat du Pérou (6) :
  - Champion : 1934, 1939, 1941, 1945, 1946 et 1949[5].
  - Meilleur buteur : 1932, 1933, 1934, 1939, 1940, 1942 et 1945[4].

### En sélection
| Pérou - Championnat sud-américain (1) : - Vainqueur : 1939. - Meilleur buteur : 1939 (7 buts). - Meilleur joueur : 1939. - Jeux bolivariens (1) : - Vainqueur : 1938. |  | Chili-Pérou - Meilleur buteur : 1933-1934 (48 buts). |